# Tariro, Tariro
Tariro, Tariro fue un programa de televisión emitido por la cadena española TVE entre 1988 y 1989 y conducido por el grupo musical La Trinca. 

## Formato
Conducido por Josep Maria Mainat, Toni Cruz y Miquel Àngel Pasqual - integrantes de La Trinca - el espacio era una adaptación para TVE de un espacio que habían conducido los populares cantantes en la televisión autonómica de Cataluña, TV3, un par de años antes bajo el título No passa res!
En el programa, los tres artistas explotaban su capacidad cómica con sketches que se intercalaban con entrevistas a personajes populares y actuaciones musicales, bajo el típico formato de magazine pero siempre bajo el molde desenfadado y satírico de La Trinca. Junto a ellos, participaron en los gags las actrices Mercè Arànega, Carmen Conesa, Àngels Gonyalons e Inma Colomer.

## Invitados
Entre los invitados al programa figuran:
- Narcís Serra (entonces Ministro de Defensa), que respondió a las preguntas de los presentadores mientras interpretaba a Mozart al piano.[4]
- Joan Manuel Serrat
- Lola Flores.
- Raphael.
- Juan Barranco Gallardo, alcalde de Madrid.
- Norma Duval.
- Manuel Fraga.
- Julio Anguita.
- Bertín Osborne.
- Pasqual Maragall.
- Marta Sánchez.
- Johan Cruyff.
- Joaquín Sabina.
- Pedro Ruiz.
- Mayra Gómez Kemp.
- Mary Santpere.
- José Sacristán.
- Rocío Dúrcal.
- Julia Otero.
- Concha Velasco.
- Massiel.
- Marcelino Oreja.
- Miguel Ríos.
- Sara Montiel.
- Vaitiare.
- Martirio.
- Rosa María Sardà.
- Programa resumen

## Coste
El coste total de los 26 programas para las arcas de TVE fue de 312 millones de pesetas.

## Premios
- TP de Oro (1988) al Mejor Programa de Entretenimiento.